# Армяно-эмиратские отношения
Отношения Армении и Объединенных Арабских Эмиратов — официальным отношениям между Арменией и Объединенными Арабскими Эмиратами (ОАЭ). Официальное посольство Армении находится в Абу-Даби, а посольство Объединенных Арабских Эмиратов находится в Ереване.

## Политическая история

### Карабахский конфликт и установление отношений
Когда Армения обрела независимость в 1991 году, она была вовлечена в кровопролитную войну в Нагорном Карабахе, поэтому между двумя странами не было установлено официальных отношений, поскольку Объединённые Арабские Эмираты в то время склонялись к Азербайджану. Это было подтверждено в 2018 году обсуждения с правительством Азербайджана, что Карабах является неотъемлемой частью Азербайджана. Тем не менее, ОАЭ и Армении всё же удалось установить официальные дипломатические отношения.

### Альянс против Турции
В последние годы из-за роста турецкого империализма, инициированного Реджепом Тайипом Эрдоганом, отношения между ОАЭ и Арменией значительно улучшились. Объединённые Арабские Эмираты враждебно относятся к турецким амбициям и борются за влияние на Сирию, Судан и Ливию; в то время как отношения Армении с Турцией были плохими из-за спора о Геноциде армян. Во время Второй карабахской войны Объединённые Арабские Эмираты и их союзник Саудовская Аравия тайно поддерживали Армению против Азербайджана.
Ранее лидеры Объединенных Арабских Эмиратов шейх Халифа ибн Заид Аль Нахайян поздравили Армению с днём независимости 21 сентября 2020 года.

### Геноцид армян
Рост напряженности в отношениях между Объединёнными Арабскими Эмиратами и Турцией также побудил Объединённые Арабские Эмираты стремиться к более тесным связям с Арменией, в результате чего в апреле 2019 года Объединённые Арабские Эмираты сделали официальное заявление о том, что они постепенно начнут признавать Геноцид армян.

## Экономические и военные отношения
Что касается результатов растущих армяно-эмиратских отношений, наблюдается рост экономического и военного сотрудничества.
В феврале 2020 года министр индустрии высоких технологий Армении Акоп Аршакян возглавил делегацию на выставках UMEX и SimTEX 2020 в Абу-Даби. Мухаммед Ахмед Аль-Боварди, государственный министр обороны ОАЭ, встретился с Аршакяном, они обсудили укрепление сотрудничества в военной промышленности и оборонном секторе обеих стран.
Во время Второй карабахской войны в 2020 году президент Армении Армен Саркисян был приглашён выступить с важной речью на канале Аль-Арабия, призывая международное сообщество не дать Турции вмешаться в конфликт.